# Diocèse d'Alghero-Bosa

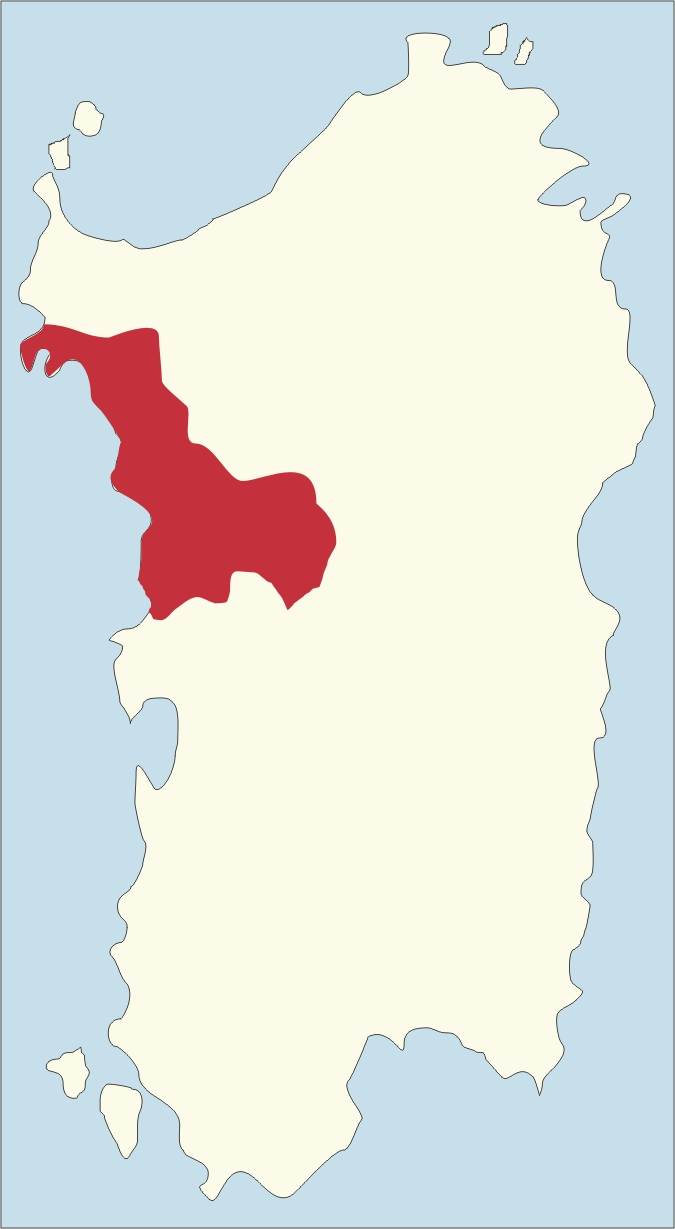
Localisation du diocèse.

Le diocèse d'Alghero-Bosa, en latin : dioecesis Algarensis-Bosanensis, en italien : diocesi di Alghero-Bosa, est un diocèse de l'église catholique basé à Alghero, diocèse suffragant de l'archidiocèse de Sassari en région Sardaigne, en Italie. En 2014,  il y avait 106 900 personnes baptisés pour environ 107 600 habitants dans le diocèse. En 2015, c'est Mauro Maria Morfino (it) qui en a la charge.
Sa cathédrale est la cathédrale d'Alghero. Sa cocathédrale est la cathédrale de Bosa.

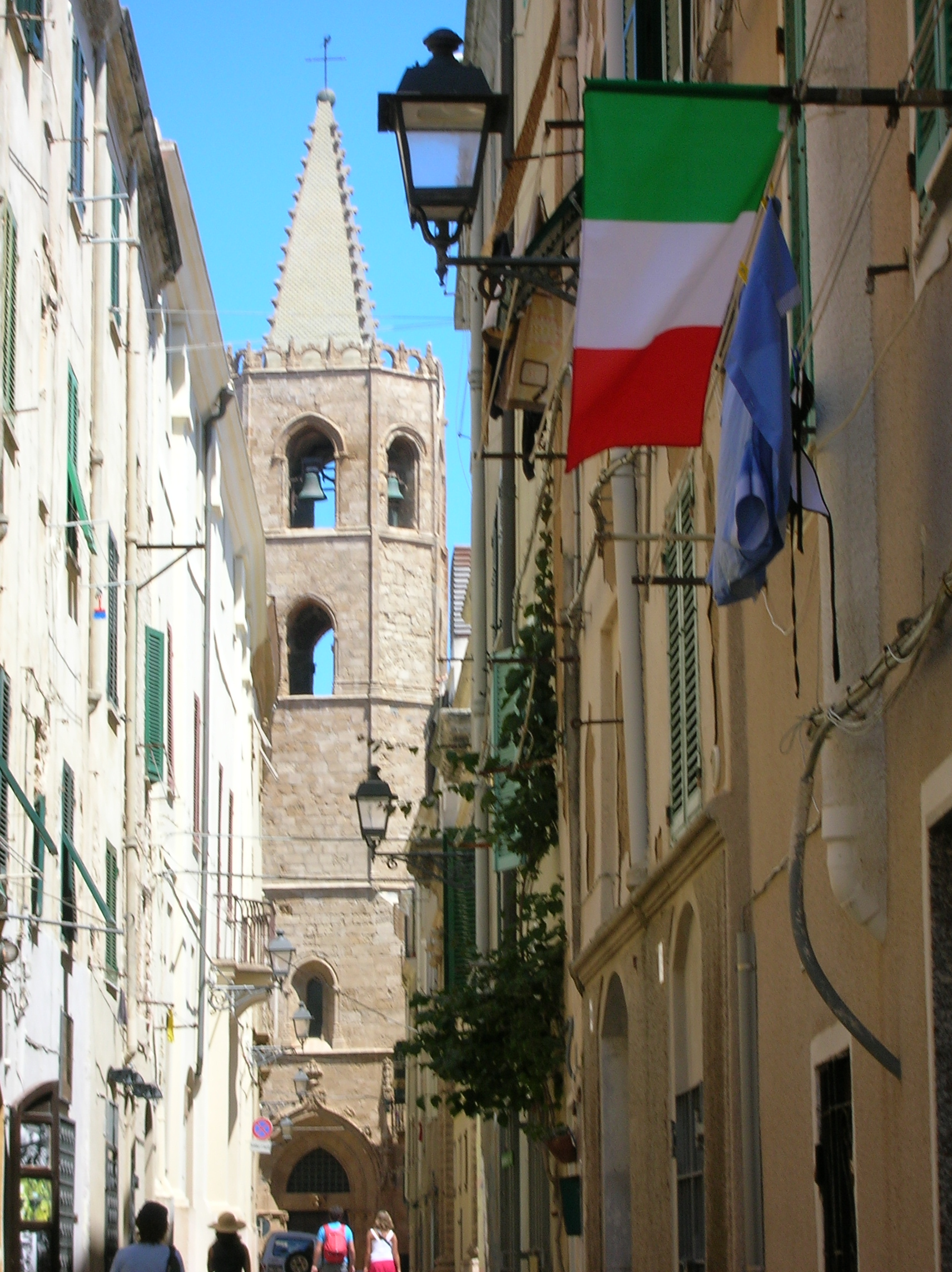
Le campanile de la cathédrale d'Alghero.